# Saint-Privat-en-Périgord
Saint-Privat-en-Périgord es una comuna nueva francesa situada en el departamento de Dordoña, de la región de Nueva Aquitania.

## Historia
Fue creada el 1 de enero de 2017, en aplicación de una resolución del prefecto de Dordoña de 26 de septiembre de 2016 con la unión de las comunas de Festalemps, Saint-Antoine-Cumond y Saint-Privat-des-Prés, pasando a estar el ayuntamiento en la antigua comuna de Saint-Privat-des-Prés.

## Demografía
| Gráfica de evolución demográfica de Saint-Privat-en-Périgord entre 1800 y 2014 |
|                                                                                |

Los datos entre 1800 y 2013 son el resultado de sumar los parciales de las tres comunas que forman la nueva comuna de Saint-Privat-en-Périgord, cuyos datos se han cogido de 1800 a 1999, para las comunas de Festalemps, Saint-Antoine-Cumond y Saint-Privat-des-Prés de la página francesa EHESS/Cassini. Los demás datos se han cogido de la página del INSEE.

## Composición
| Comuna delegada       | Código INSEE | Población (2013) | Superficie (km²) | Densidad (hab./km²) |
| --------------------- | ------------ | ---------------- | ---------------- | ------------------- |
| Festalemps            | 24178        | 270              | 12.27            | 22                  |
| Saint-Antoine-Cumond  | 24368        | 366              | 12.14            | 30                  |
| Saint-Privat-des-Prés | 24490        | 600              | 19.63            | 31                  |